# Ernesto Cristaldo
Ernesto Rubén Cristaldo Santa Cruz (Asunción, Paraguay, 16 de marzo de 1984) es un exfutbolista paraguayo que juega como centrocampista ofensivo.

## Trayectoria
Debutó en Cerro Porteño en 2004, desde ese momento, la hinchada azulgrana lo ha tomado con cariño, por su alto nivel y su reconocimiento de cerrista. Ganó los torneos absolutos del 2004 y 2005 de la Primera División de Paraguay. En el 2006, obtuvo el subcampeonato del torneo local. A mediados del 2008, fue transferido a Newell's Old Boys de Argentina. Hasta ese entonces, jugó 144 partidos por Cerro Porteño y anotó 18 goles. En Newell's no tuvo la continuidad deseada, por lo que a mediados de 2009 regresó a Cerro Porteño. Hasta ese entonces, jugó en Newell's tan solo 12 partidos y anotó un solo gol.
A principios de 2012, fue contratado por el Club The Strongest como refuerzo para enfrentar la Copa Libertadores. En el partido de debut contra El Santos último campeón, anotó el gol del empate transitorio de la remontada. Desde entonces se ganó el cariño de la hinchada gualdinegra, por su juego de garra, característica de la institución y por su potente pegada de media y larga distancia. Se quedó por 4 años y medio en los que ganó 3 títulos (2 de los cuales fueron parte del histórico tri-campeonato. Pese a su juego y características tuvo problemas para ser titular habitual ya que la Liga Boliviana limita el cupo de futbolistas extranjeros en cancha, aun así es recordado por la hinchada gualdinegra.

## Selección nacional
Ha sido internacional con la selección  de Paraguay, a partir de 2001. Disputó la  Copa Mundial de Fútbol Sub-17 de 2001, la Copa Mundial de Fútbol Juvenil de 2003, el  Torneo Olímpico de Fútbol masculino en 2004 en el cual llegan a la final (perdió contra la selección Argentina por 2 a 1 en esa final sudamericana de olimpiadas en Grecia).
Jugó la Copa América 2004 que se disputó en Perú y anotó un gol ante Chile en fase de grupos.

### Participaciones en Copa América
| Eurocopa          | Sede | Resultado   |
| ----------------- | ---- | ----------- |
| Copa América 2004 | Perú | 4° de final |

## Clubes
| Club              | País      | Año         | PJ  | Goles |
| ----------------- | --------- | ----------- | --- | ----- |
| Cerro Porteño     | Paraguay  | 2004 - 2008 | 24  | 0     |
| Newell's Old Boys | Argentina | 2008 - 2009 | 14  | 1     |
| Cerro Porteño     | Paraguay  | 2009 - 2010 | 29  | 0     |
| Sol de América    | Paraguay  | 2011        | 14  | 1     |
| Cúcuta Deportivo  | Colombia  | 2011        | 12  | 0     |
| The Strongest     | Bolivia   | 2012 - 2016 | 158 | 35    |
| Nacional          | Paraguay  | 2016        | 6   | 0     |
| Deportivo Capiatá | Paraguay  | 2017        | 3   | 0     |
| Royal Pari        | Bolivia   | 2018        | 13  | 0     |

### Goles en la Copa Libertadores
| Resultados    | Resultados | Resultados | Resultados           | Lugar  | Estadio                | Fecha                 | Temporada | Gol(es) |
| ------------- | ---------- | ---------- | -------------------- | ------ | ---------------------- | --------------------- | --------- | ------- |
| The Strongest | 2          | 1          | Santos               | La Paz | Estadio Hernando Siles | 15 de febrero de 2012 | 2012      | 1 gol   |
| The Strongest | 2          | 1          | São Paulo            | La Paz | Estadio Hernando Siles | 4 de abril de 2013    | 2013      | 1 gol   |
| The Strongest | 3          | 3          | Universitario        | Lima   | Estadio Monumental     | 27 de marzo de 2014   | 2014      | 1 gol   |
| The Strongest | 5          | 3          | Universidad de Chile | La Paz | Estadio Hernando Siles | 17 de marzo de 2015   | 2015      | 1 gol   |
| The Strongest | 2          | 1          | Trujillanos          | La Paz | Estadio Hernando Siles | 2 de marzo de 2016    | 2016      | 1 gol   |
| The Strongest | 1          | 1          | São Paulo            | La Paz | Estadio Hernando Siles | 21 de abril de 2016   | 2016      | 1 gol   |

Para un total de 6 goles.

## Palmarés

### Campeonatos nacionales
| Título           | Club          | País     | Año  |
| ---------------- | ------------- | -------- | ---- |
| Torneo Absoluto  | Cerro Porteño | Paraguay | 2004 |
| Torneo Absoluto  | Cerro Porteño | Paraguay | 2005 |
| Clausura 2011/12 | The Strongest | Bolivia  | 2012 |
| Apertura 2012/13 | The Strongest | Bolivia  | 2012 |
| Apertura 2013/14 | The Strongest | Bolivia  | 2013 |

### Torneos internacionales
| Título                                            | País     | Año  |
| ------------------------------------------------- | -------- | ---- |
| Medalla de Plata, Juegos Olímpicos de Atenas 2004 | Paraguay | 2004 |